# 南三角座δ
南三角座δ，又名CP-63 3854，HD 145544、SAO 253474、HR 6030，是南三角座的一颗恒星，视星等为3.85，位于銀經323.36，銀緯-9.23，其B1900.0坐标为赤經16h 6m 19.9s，赤緯-63° -9.23′ 48″。